# لويس باستين
لويس باستين (بالفرنسية: Louis Bastien)‏ هو ضابط فرنسي، ولد في 21 ديسمبر 1869 في أوبيرناي في فرنسا، وتوفي في 10 أبريل 1961 في باريس في فرنسا.